# 클라브디야 게우트발
클라브디야 이바노브나 게우트발(러시아어: Клавдия Ивановна Геутваль, 1930년 - )는 축치인 여가수이자 여성 시인이다. RSFSR의 명예문화가이다.
1930년 밀구베엠스카야 계곡(러시아어: Мыльгувеемская долина)에서 태어났으며, 1948년에 페베크에서 중학교를 졸업했다.
1970년대에 리트쿠치 마을(러시아어: Рыткучи)에서 민족협주/중창곡 «Иннетет»(«북쪽 극광»)을 만들었다.